# Sierra de Salamanca
Sierra de Salamanca es una denominación de origen protegida con derecho a la mención Vino de Calidad utilizada para designar los vinos vcprd originarios de la zona vitícola de la provincia de Salamanca (en Castilla y León, España) que comprende los siguientes términos municipales: Cepeda, Cristóbal, El Cerro, El Tornadizo, Garcibuey, Herguijuela de la Sierra, Lagunilla, Las Casas del Conde, Los Santos, Madroñal, Miranda del Castañar, Mogarraz, Molinillo, Monforte de la Sierra, Montemayor del Río, Pinedas, San Esteban de la Sierra, San Martín del Castañar, San Miguel de Valero, Santibáñez de la Sierra, Sequeros, Sotoserrano, Valdefuentes de Sangusín, Valdelageve, Valero y Villanueva del Conde.

## Variedades de uva
La elaboración de los vinos protegidos por la mención Vino de Calidad de «Sierra de Salamanca» se realiza exclusivamente con uvas de las siguientes variedades:
- Variedades de uva blanca: Viura, Moscatel de Grano Menudo y Palomino.
- Variedades de uva tinta: Rufete, Garnacha Tinta y Tempranillo.